# Belúixia Gubà
Belúixia Gubà  (rus: Белу́шья Губа́) és un possiólok de Nova Terra, a l'Illa Iujni o del sud. Des de 1926 n'és el centre administratiu.
Pertany a l'óblast d'Arkhànguelsk a Rússia

## Demografia
És el principal assentament permanent i el centre administratiu del territori de l'arxipèlag de Nova Terra. La seva població és de 2.851 habitants (2010). És la capital de Nova Terra. Una gran proporció de la seva població està composta per militars associats amb proves nuclears que es duen a terme a prop de la ciutat.
Està situada a 9 kilòmetres al sud-oest de la base aèria de Rogatxovo. Gran part de la població hi treballa com a personal militar.

## Història
Quan es va descobrir Nova Terra l'any 1894, el Governador d'Arkhànguelsk Engelhard decidí crear un nou campament a l'illa. El 1896, una expedició realitzà una enquesta de la costa occidental de Nova Terra. L'any següent es fundà Belúixia Gubà.
El poble començà a créixer el 1954, quan a Nova Terra s'hi establí el lloc de proves nuclears.